# Страстоцвет мясо-красный
Страстоцве́т мясо-кра́сный, или пассифло́ра инкарна́тная, или мясо-красная, или красно-бе́лая, или теле́сная, или абрико́совая лиа́на (лат. Passiflóra incarnáta) — травянистая лиана, вид рода Страстоцвет (Passiflora) семейства Страстоцветные.

## Ботаническое описание

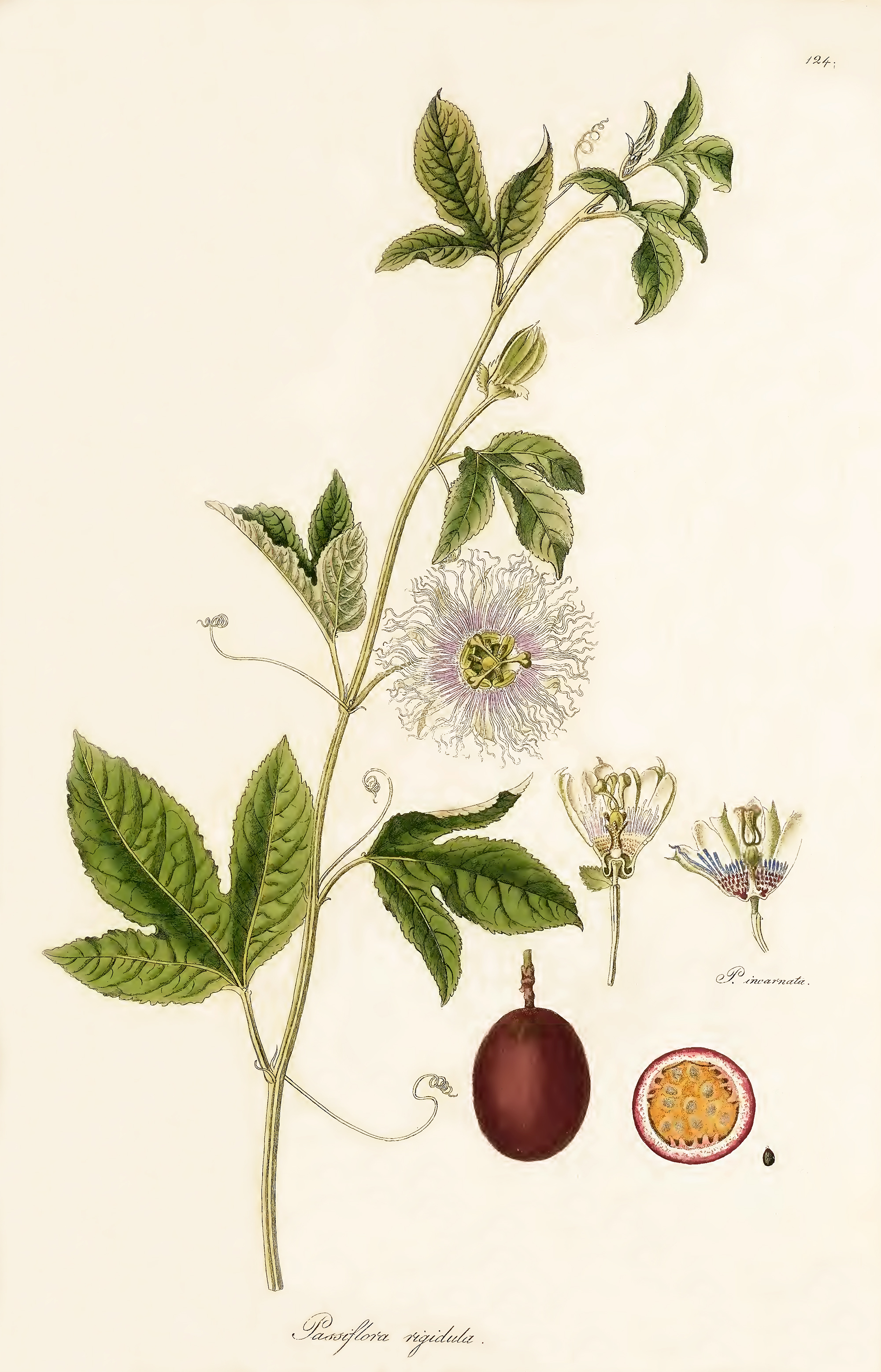

Травянистая лиана с лазящим стеблем длиной до 9 м. Под землёй развиваются длинные горизонтальные корневища, из спящих почек которых возникают новые надземные олиственные или подземные побеги.
Листья очерёдные глубокотрёхраздельные с мелкопильчатым краем, до 20 см в диаметре, сидят на длинных черешках. В пазухах листьев развиваются усики.
Цветки крупные одиночные, до 7—9 см диаметром, сидят на длинных цветоносах, с пятью чашелистиками. Чашелистики ланцетовидные, кожистые, с шиповатыми выростами на верхушке. Венчик состоит из пяти свободных лепестков и «короны», состоящей из двух колец нитевидных бахромок, как и лепестки, имеющих ярко-фиолетовую окраску. Такое своеобразное строение венчика обусловили ещё одно название растения: «кавалерская звезда». Пестик один, с тремя отходящими от завязи столбиков с рыльцами.
Плод — ягода зеленовато-жёлтого цвета, опадающая при созревании.

## Распространение и экология
Культивируется в странах Юго-Восточной Азии и на Филиппинах.
Родина — Северная Америка. Ареал вида охватывает восток и юго-восток США от штатов Техас и Флорида на юге и до штатов Канзас, Иллинойс и Мэриленд на севере. В Южной Америке произрастает близкий вид — Страстоцвет съедобный.

## Химический состав
Травянистые части растения содержат 0,5 % гармана, гармина и гармола, представляющие собой индольные алкалоиды. Там также содержатся флавоноиды (витексин, кверцетин, апигенин, лютеолин), кумарины и хиноны.

## Лекарственное сырьё
Лекарственное значение имеют травянистые стебли растения (лат. Herba Passiflorae) длиной 50—60 см, обрываемые в период цветения и образования незрелых плодов. Они имеют слабый запах и горьковатый вкус. Сырьё измельчают и сушат при температуре 50—60 °C.

## Использование

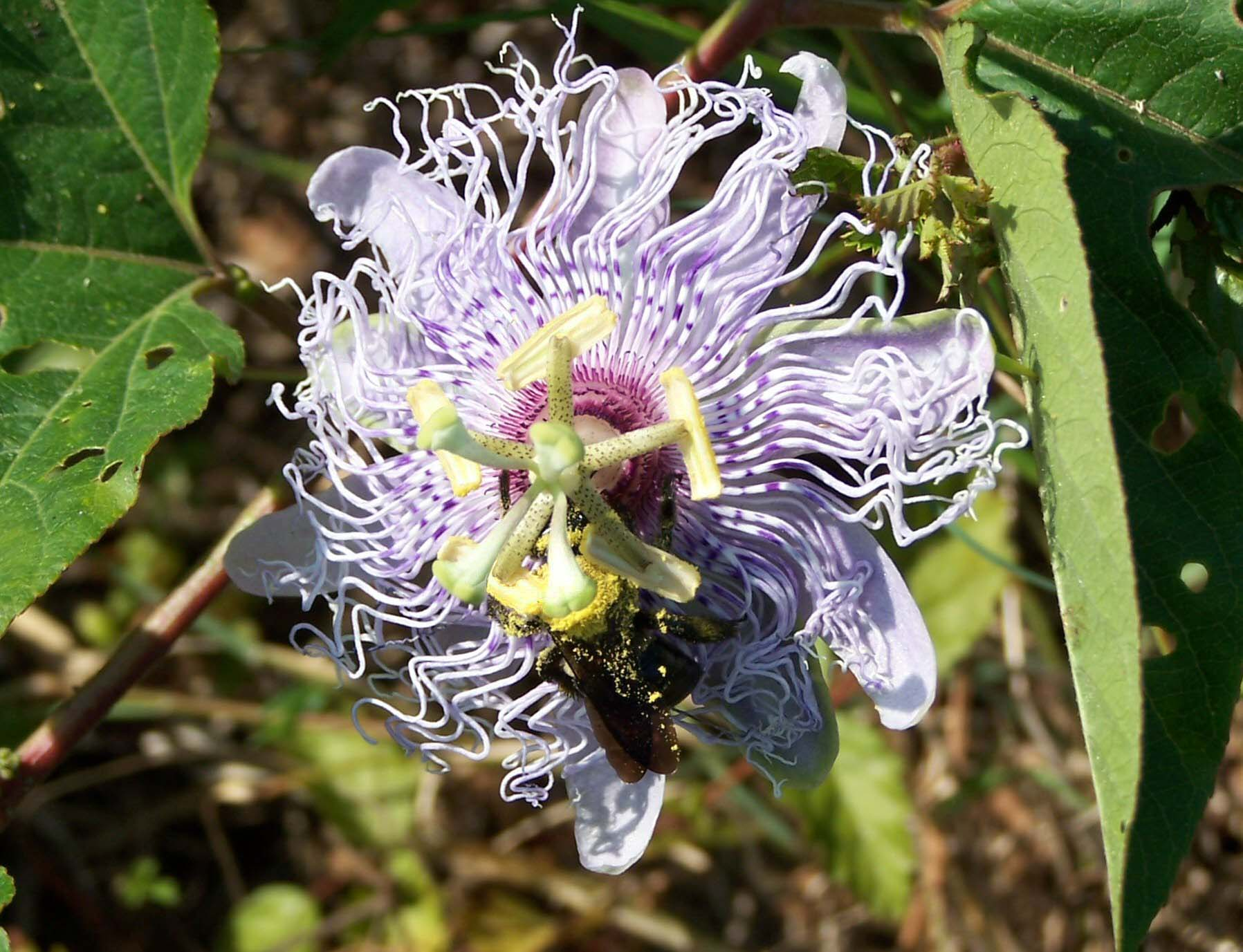
Цветок

Травянистые части растения используются в современной медицине для приготовления лекарственных средств (чаще всего жидкого экстракта), оказывающих седативное и лёгкое снотворное действие на центральную нервную систему при неврастении, бессоннице, хроническом алкоголизме, климактерических расстройствах. Экстракт пассифлоры входит в состав препарата «Пассит».
Желеобразная мякоть плодов съедобна и используется для приготовления желе и джемов. Однако её довольно мало, поэтому, в отличие от некоторых центральноамериканских и южноамериканских родственников (Маракуйя, Сладкая гранадилла, Гигантская гранадилла, Банановая гранадилла, Жёлтая гранадилла и Чулюпа), Страстоцвет мясо-красный ради плодов не культивируется.
Из растения выделяют флавон кризин (5,7-дигидроксифлавон), природный антиоксидант, который имеет ряд полезных свойств для здоровья.